# ماييف درمودي
ماييف درمودي (بالإنجليزية: Maeve Dermody)‏ هي ممثلة أسترالية، ولدت في 2 نوفمبر 1985 بسيدني في أستراليا.

## وصلات خارجية
- ماييف درمودي على موقع IMDb (الإنجليزية)
- ماييف درمودي على موقع ميتاكريتيك (الإنجليزية)
- ماييف درمودي على موقع روتن توميتوز (الإنجليزية)
- ماييف درمودي على موقع قاعدة بيانات الأفلام العربية
- ماييف درمودي على موقع ألو سيني (الفرنسية)
- ماييف درمودي على موقع أول موفي (الإنجليزية)
- ماييف درمودي على موقع قاعدة بيانات الفيلم (الإنجليزية)
- ماييف درمودي على موقع ليتربوكسد (الإنجليزية)
- ماييف درمودي على موقع كينوبويسك (الروسية)